# Diocèse de Durham

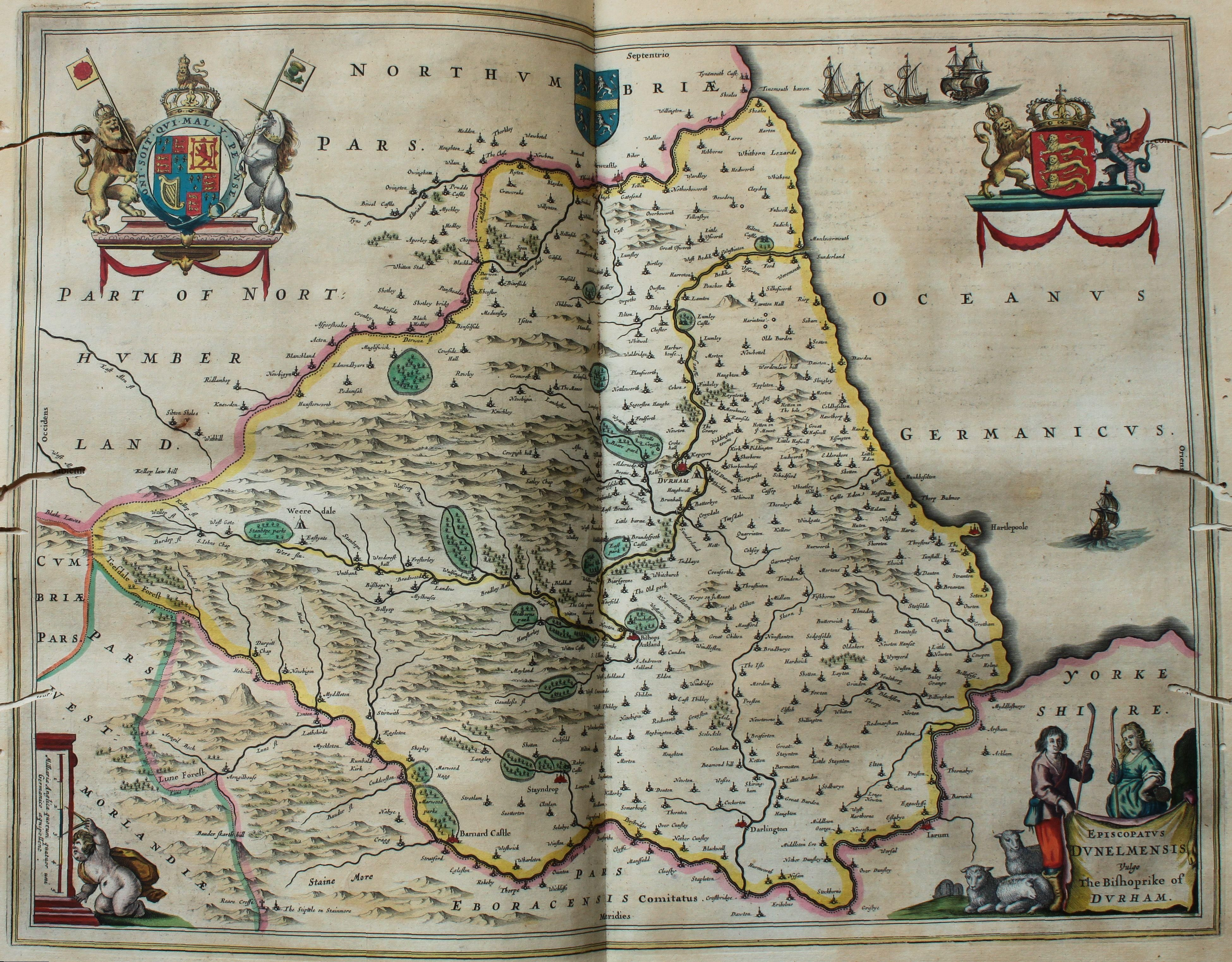
Carte ancienne du diocèse de Durham

Le diocèse de Durham (en anglais : diocese of Durham) est un diocèse anglican de la Province d'York qui s'étend sur la majeure partie du comté historique de Durham. Son siège est la cathédrale de Durham.
Il est créé en 995 lorsque Aldhun, évêque de Lindisfarne, déplace le siège de son évêché à Durham. En 1882, le diocèse perd toute la partie de son territoire située au nord de la Tyne, détachée pour constituer le diocèse de Newcastle.
Le diocèse se divise en trois archidiaconés : Auckland, Durham même et Sunderland. Deux évêques suffragants en relèvent également : l'évêque de Burnley et l'évêque de Lancastre.